# Leichtathletik-Weltmeisterschaften 2019/Teilnehmer (Kenia)
| Gelbes Symbol für Goldmedaillen mit stilisierten Olympischen Ringen | Graues Symbol für Silbermedaillen mit stilisierten Olympischen Ringen | Braundes Symbol für Bronzemedaillen mit stilisierten Olympischen Ringen |
| ------------------------------------------------------------------- | --------------------------------------------------------------------- | ----------------------------------------------------------------------- |
| 5                                                                   | 2                                                                     | 4                                                                       |

Der Leichtathletikverband von Kenia will an den Leichtathletik-Weltmeisterschaften 2019 in Doha teilnehmen. 54 Athleten wurden vom Verband gemeldet, wobei den 5000-Meter-Läufern Michael Kibet und Daniel Simiu Ebenyo die Teilnahme verweigert wurde, weil sie im Vorfeld nicht dreimal außerhalb des Wettkampfes auf Doping getestet wurden.

## Ergebnisse

### Frauen

#### Laufdisziplinen
| Athletin                    | Disziplin        | Vorlauf              | Vorlauf              | Halbfinale           | Halbfinale           | Finale               | Finale               |
| Athletin                    | Disziplin        | Zeit                 | Platz                | Zeit                 | Platz                | Zeit                 | Platz                |
| --------------------------- | ---------------- | -------------------- | -------------------- | -------------------- | -------------------- | -------------------- | -------------------- |
| Mary Moraa                  | 400 m            | 51,85 s              | 22                   | 52,11 s              | 18                   | DNQ                  | DNQ                  |
| Hellen Syombua              | 400 m            | 57,07 s              | 45                   | DNQ                  | DNQ                  | –                    | –                    |
| Eunice Jepkoech Sum         | 800 m            | 2:02,17 min          | 13                   | 2:00,10 min          | 04                   | 1:59,71 min          | 5                    |
| Selah Busienei              | 1500 m           | nicht auf Startliste | nicht auf Startliste | nicht auf Startliste | nicht auf Startliste | nicht auf Startliste | nicht auf Startliste |
| Winny Chebet                | 1500 m           | 4:08,36 min          | 20                   | 4:01,14 min          | 05                   | 3:58,20 min PB       | 7                    |
| Judy Jepngetich             | 1500 m           | nicht auf Startliste | nicht auf Startliste | nicht auf Startliste | nicht auf Startliste | nicht auf Startliste | nicht auf Startliste |
| Faith Kipyegon              | 1500 m           | 4:03,93 min          | 02                   | 4:14,98 min          | 15                   | 3:54,22 min NR       | Silber               |
| Sheila Chelangat            | 5000 m           | nicht auf Startliste | nicht auf Startliste | nicht auf Startliste | nicht auf Startliste | nicht auf Startliste | nicht auf Startliste |
| Margaret Chelimo Kipkemboi  | 5000 m           | 15:01,58 min         | 07                   |                      |                      | 14:27,49 min PB      | Silber               |
| Lilian Kasait Rengeruk      | 5000 m           | 15:02,03 min         | 08                   |                      |                      | 14:36,05 PB          | 5                    |
| Hellen Obiri                | 5000 m           | 14:52,13 min         | 01                   |                      |                      | 14:26,72 min CR      | Gold                 |
| Hellen Obiri                | 10.000 m         |                      |                      |                      |                      | 30:35,82 min PB      | 5                    |
| Agnes Jebet Tirop           | 10.000 m         |                      |                      |                      |                      | 30:25,20 min PB      | Bronze               |
| Rosemary Wanjiru            | 10.000 m         |                      |                      |                      |                      | 30:35,75 min PB      | 04                   |
| Visiline Jepkesho           | Marathon         |                      |                      |                      |                      | 2:46:38 h            | 15                   |
| Ruth Chepngetich            | Marathon         |                      |                      |                      |                      | 2:32:43 h            | Gold                 |
| Edna Kiplagat               | Marathon         |                      |                      |                      |                      | 2:35:36 h SB         | 4                    |
| Beatrice Chepkoech          | 3000 m Hindernis | 9:18,01 min          | 01                   |                      |                      | 8:57,84 min CR       | Gold                 |
| Fancy Cherono               | 3000 m Hindernis | 9:32,34 min          | 18                   |                      |                      | DNQ                  | DNQ                  |
| Celliphine Chepteek Chespol | 3000 m Hindernis | 9:24,22 min          | 07                   |                      |                      | DNF                  | DNF                  |
| Hyvin Kiyeng                | 3000 m Hindernis | 9:29,15 min          | 12                   |                      |                      | 9:13,53 min          | 08                   |
| Grace Wanjiru Njue          | 20 km Gehen      |                      |                      |                      |                      | 1:39:58 h            | 26                   |

## Ergebnisse

### Männer

#### Laufdisziplinen
| Athlet                      | Disziplin        | Vorlauf                | Vorlauf                | Halbfinale             | Halbfinale             | Finale                 | Finale                 |
| Athlet                      | Disziplin        | Zeit                   | Platz                  | Zeit                   | Platz                  | Zeit                   | Platz                  |
| --------------------------- | ---------------- | ---------------------- | ---------------------- | ---------------------- | ---------------------- | ---------------------- | ---------------------- |
| Alphas Kishoyian            | 400 m            | 45,65 s                | 17                     | 45,55 s                | 21                     | DNQ                    | DNQ                    |
| Emmanuel Korir              | 400 m            | 45,08 s                | 04                     | 44,37 s SB             | 04                     | 44,94 s                | 6                      |
| Emmanuel Korir              | 800 m            | 1:45,16 min            | 01                     | 1:45,19 min            | 08                     | DNQ                    | DNQ                    |
| Ngeno Kipngetich            | 800 m            | 1:46,07 min            | 13                     | 1:46,61 min            | 20                     | DNQ                    | DNQ                    |
| Ferguson Cheruiyot Rotich   | 800 m            | 1:45,98 min            | 10                     | 1:44,20 min            | 02                     | 1:43,82 min            | Bronze                 |
| Timothy Cheruiyot           | 1500 m           | 3:36,82 min            | 09                     | 3:36,53 min            | 02                     | 3:29,26 min            | Gold                   |
| Ronald Kwemoi               | 1500 m           | 3:36,66 min            | 07                     | 3:36,53 min            | 03                     | 3:32,72 min SB         | 7                      |
| George Manangoi             | 1500 m           | 3:38,39 min            | 28                     | DNQ                    | DNQ                    | –                      | –                      |
| Kumari Taki                 | 1500 m           | 3:37,98 min            | 26                     | DNQ                    | DNQ                    | –                      | –                      |
| Daniel Ebenyo               | 5000 m           | nicht auf Startliste D | nicht auf Startliste D | nicht auf Startliste D | nicht auf Startliste D | nicht auf Startliste D | nicht auf Startliste D |
| Michael Kibet               | 5000 m           | nicht auf Startliste D | nicht auf Startliste D | nicht auf Startliste D | nicht auf Startliste D | nicht auf Startliste D | nicht auf Startliste D |
| Nicholas Kimeli             | 5000 m           | 13:20,82 min           | 05                     |                        |                        | 13:05,27 min           | 8                      |
| Jacob Krop                  | 5000 m           | 13:24,94 min           | 10                     |                        |                        | 13:03,08 min PB        | 6                      |
| Rhonex Kipruto              | 10.000 m         |                        |                        |                        |                        | 26:50,32 min           | Bronze                 |
| Alex Korio                  | 10.000 m         |                        |                        |                        |                        | 27:28,74 min PB        | 11                     |
| Rodgers Kwemoi              | 10.000 m         |                        |                        |                        |                        | 26:55,36 min PB        | 04                     |
| Amos Kipruto                | Marathon         |                        |                        |                        |                        | 2:10:51 h              | Bronze                 |
| Geoffrey Kirui              | Marathon         |                        |                        |                        |                        | 2:13:54 h SB           | 14                     |
| Laban Korir                 | Marathon         |                        |                        |                        |                        | 2:12:38 h              | 11                     |
| Paul Lonyangata             | Marathon         |                        |                        |                        |                        | DNF                    | DNF                    |
| Nicholas Kiprotich Chirchir | 400 m Hürden     | nicht auf Startliste   | nicht auf Startliste   | nicht auf Startliste   | nicht auf Startliste   | nicht auf Startliste   | nicht auf Startliste   |
| Leonard Kipkemoi Bett       | 3000 m Hindernis | 8:13,07 min            | 03                     |                        |                        | 8:10,64 min            | 09                     |
| Abraham Kibiwot             | 3000 m Hindernis | 8:16,46 min            | 08                     |                        |                        | 8:08,52 min            | 07                     |
| Benjamin Kigen              | 3000 m Hindernis | 8:19,44 min            | 12                     |                        |                        | 8:06,95 min            | 06                     |
| Conseslus Kipruto           | 3000 m Hindernis | 8:19,20 min            | 11                     |                        |                        | 8:01,35 min WL         | Gold                   |
| Samuel Gathimba             | 20 km Gehen      |                        |                        |                        |                        | 1:40:45 h              | 33                     |

#### Sprung/Wurf
| Athlet      | Disziplin  | Qualifikation | Qualifikation | Finale     | Finale |
| Athlet      | Disziplin  | Weite/Höhe    | Platz         | Weite/Höhe | Platz  |
| ----------- | ---------- | ------------- | ------------- | ---------- | ------ |
| Mathew Sawe | Hochsprung | 2,17 m        | 29            | DNQ        | DNQ    |
| Julius Yego | Speerwurf  | 83,86 m       | 08            | NM         | NM     |

### Mixed
| Athlet/in | Disziplin | Vorlauf     | Vorlauf | Halbfinale | Halbfinale | Finale | Finale |
| Athlet/in | Disziplin | Zeit        | Platz   | Zeit       | Platz      | Zeit   | Platz  |
| --- | --------- | ----------- | ------- | ---------- | ---------- | ------ | ------ |
| - Alphas Kishoyian (m) - Gladys Musyoki (w) - Mary Moraa (w) - Alex Sampao (m) nicht auf Startliste: - Maureen Nyatichi Thomas (w) - Aron Koech (m) - Joseph Poghisio (m) - Jared Momanyi (m) | 4 × 400 m | 3:17,09 min | 11      |            |            | DNQ    | DNQ    |